# Mária Zubková
Mária Zubková (* 29. April 1984 in Vranov nad Topľou) ist eine slowakische Fußballspielerin.

## Karriere

### Verein
Zubková begann ihre Karriere 1996 in der Slowakei mit dem DFK Prešsov. Anschließend wechselte sie am 2. Dezember 2004 zum ÖFB-Bundesligisten ASK Erlaa. Nachdem sie für den ASK Erlaa zum Einsatz gekommen war, unterschrieb sie am 20. Juni 2009 einen Vertrag bei ASV Ofenbinder Spratzern. Am 23. Januar 2013 unterschrieb Zuková einen Vertrag mit dem SKV Altenmarkt.

### International
Zubková ist aktuelle A-Nationalspielerin für die Slowakische Fußballnationalmannschaft der Frauen.